# Durazno megye
Durazno egy megye Uruguayban, székhelye Durazno.

## Fekvése
Az ország középső részén található.

## Települések
|    | Helység          | Lakosság |
| -- | ---------------- | -------- |
| 1  | Durazno          | 34 368   |
| 2  | Sarandí del Yí   | 7 176    |
| 3  | Villa del Carmen | 2 692    |
| 4  | La Paloma        | 1 443    |
| 5  | Centenario       | 1 136    |
| 6  | Cerro Chato      | 1 124    |
| 7  | Santa Bernardina | 1 094    |
| 8  | Blanquillo       | 1 084    |
| 9  | Carlos Reyles    | 976      |
| 10 | San Jorge        | 502      |
| 11 | Baygorria        | 161      |

## Népesség
A 2011-es népszámláláson Durazno megyének 57 088 lakosa volt, (28 216 férfi és 28 872 nő), a háztartások száma 23 023 volt.
A floridai részleg demográfiai adatai 2010-ben:
- A népesség növekedési üteme: 0,696%
- Születési arány: 15,62 születés / 1000 ember
- Halálozási ráta: 8,08 haláleset / 1000 ember
- Átlagos életkor: 31,3 (30,6 férfi, 32,1 nő)
- A születéskor várható élettartam:
  - Összes lakosság: 78,24 év
  - Férfiak: 74,34 év
  - Nők: 82,12 év
- Átlagos háztartási jövedelem: 21 515 peso / hó
- Az egy főre eső egy főre jutó bevétel: 7934 peso / hó

## Térképe

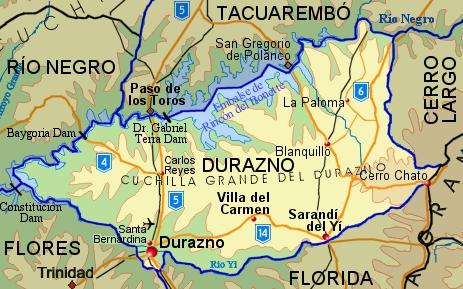
Durazno megye topográfiai térképe

## Híres szülöttek
- Fructuoso Rivera, Uruguay első elnöke
- Juan José de Amézaga, a 20. század elején a tanszék helyetteseként  szolgált, majd 1943 és 1947 között Uruguay elnöke.
- Santiago Bordaberry, aki egy kiemelkedő politikai családból származik, egy vidéki ügyvéd aktivista Duraznóban.
- Francisco Davant, kiemelkedő helyi öntőművész volt, akinek helyi önkormányzata volt. (lásd: Villa del Carmen)

## Gazdasága
Durazno megye gazdasága nagymértékben függ a mezőgazdaságtól és az agroturizmustól. A juh- és a szarvasmarha-tenyésztés (tejtermékek, marhahús) nagy jelentőséggel bír.
Az 1930-as években Gabriel Terra kormánya jelentős vízenergiai fejlesztéseket hajtott végre a térségben.

## Története
1827-ben, amíg a terület Portugália fennhatósága alá tartozott, a portugálok rávették szövetségesüket, Fructuoso Rivera tábornokot, hogy állítson fel katonai, lovassági és tüzérségi testületet Paso del Durazno területén a Río Yi partján. Ezért hozták létre San Pedro del Durazno városát, Brazília regentje után. 1828-ban megalakult az "Entre Ríos Yí y Negro" elnevezésű megye, amelyet hamarosan Duraznónak neveztek át. Amikor Uruguay első alkotmányát 1830-ban aláírták, Durazno a köztársaság kilenc alapító megyéjének egyike volt.